# Горяинов, Алексей Михайлович
Алексе́й Миха́йлович Горя́инов (15 [27] января 1859 — 1919) ― русский металлург, директор Александровского южно-российского завода Брянского общества, автор проекта подводной лодки 1905 года.

## Биография
Родился 15 января 1859 года в семье поручика Михаила Сергеевича Горяинова (09.02.1826―19.10.1903) и Марии Ивановны Дамич (27.09.1826 – пос.1879). Младший брат — русский металлург Ю. М. Горяинов (26.02.1866 ― 1923). Старший брат — сенатор С. М. Горяинов (04.12.1849―1918).
В 1881 году окончил Санкт-Петербургский горный институт в звании горный инженер по первому разряду .
Состоял по ГГУ[что?] с откомандированием в распоряжение общества Путиловских заводов, затем в правлении общества Брянского завода. В 1897 году служил директором Александровского южно-российского завода Брянского Общества, членом Совета съезда горнопромышленников юга России. Основатель в Донбассе горнопромышленного товарищества «Инженеры А. М. Горяинов и Ф. Е. Енакиев».
Умер в 1919 году.
Семья
Был женат с 1885 года на Марии Николаевне Горяиновой (1863―1942), урождённой Эйлер, дочери Киевского губернатора Николая Павловича Эйлера.
Память
В честь Алексея Михайловича названа станция Горяиново Екатеринославской железной дороги.

## Вклад в науку
В 1894 году совместно с братом Ю. М. Горяиновым разработал технологию рудного мартеновского процесса в основных мартеновских печах на жидком чугуне при небольшом количестве скрапа с необходимостью предварительного хорошего нагрева руды и известняка (и скрапа) перед вливанием жидкого чугуна.
Являлся редактором журнала «Горный журнал».

## Награды и чины
За свои достижения был неоднократно отмечен:
- 1895 ― коллежский советник.